# Juha Mieto
Juha Mieto   (Kurikka, 20 de novembre de 1949) és un esquiador de fons finlandès, ja retirat, que destacà a la dècada del 1970 i 1980.

## Carrera esportiva
Va participar en els Jocs Olímpics d'Hivern de 1972 realitzats a Sapporo (Japó) finalitzant quart en la prova de 15 quilòmetres i cinquè en la prova de relleus 4x10 quilòmetres juntament amb la resta de l'equip finlandès. En els Jocs Olímpics d'Hivern de 1976 realitzats a Innsbruck (Àustria) aconseguí guanyar la medalla d'or en la prova de relleus 4x10 km, a més de finalitzar quart en la prova de 30 km, desè en la prova de 15 km i 34è en la prova de 50 quilòmetres. En els Jocs Olímpics d'Hivern de 1980 realitzats a Lake Placid (Estats Units) aconseguí la medalla de plata en la prova de 15 i 50 km, la medalla de bronze en la prova de relleus 4x10 quilòmetres, i la setena posició en la prova de 30 quilòmetres. La seva derrota en la final dels 15 km. davant del suec Thomas Wassberg per un estret marge de 0,01 segons obligà a canviar les normes del cronometratge a la Federació Internacional d'Esquí (FIS). En els Jocs Olímpics d'Hivern de 1984 realitzats a Sarajevo (Iugoslàvia) finalitzà en la quarta posició en la prova de 15 km, vuitè en la de 30 km, desè en la de 50 km i aconseguí la medalla de bronze en la de relleus 4x10 quilòmetres.
Al llarg de la seva carrera aconseguí guanyar quatre medalles en el Campionat del Món d'esquí nòrdic, dues medalles de plata en les proves de 30 km. (1974) i relleus 4x10 km. (1978), i dues medalles de bronze en les de 15 km. (1978) i relleus 4x10 km. (1982).
El 1974 va rebre la medalla Holmenkollen.

## Carrera política
Membre del liberal Partit del Centre, en les eleccions parlamentàries finlandeses de 2007 fou escollit diputat del Parlament de Finlàndia, càrrec que va mantenir fins al 2011.